# Antonio Lancuentra
Antonio Lancuentra Buerba (Parzán, 1 de marzo de 1923 - Barcelona, 22 de marzo de 1975) Intendente Mercantil, asesor fiscal, censor jurado de cuentas y profesor de la Universidad de Barcelona.

## Biografía
Nacido el 1 de marzo de 1923, en casa Pedro de Parzán, pequeña aldea en el Pirineo Aragonés situada a 1.144 m de altitud cerca de la frontera con Francia. A los 3 años se traslada junto con sus padres y hermanos a Barcelona. Iniciada la Guerra Civil la familia se refugia y retorna al pueblo natal de su padre, Senz. Una vez acabada la guerra se trasladan definitivamente a Barcelona, al barrio de Gracia. Allí desarrollará su vida y a los 33 años contraerá matrimonio con Pilar Forns Aznar, con quien tiene tres hijos.

## Carrera profesional
En 1948 acaba sus estudios como Profesor Mercantil y posteriormente alcanza el grado de Intendente Mercantil. Establece su despacho profesional Consultorio Técnico Mercantil (Consultemer) en la Gran Vía de Barcelona, donde desarrollará su carrera profesional dedicado a la contabilidad de empresas y la asesoría fiscal.
En 1958 desarrolló uno de los primeros tratados de España sobre “Leyes Fiscales Españolas y Laborales”. Es nombrado consejero del Consejo Económico Sindical de Barcelona y fue Asesor de Juntas de Evaluación Global y Convenios.
En los años 50, junto a Antolín Velasco Sanz y Magín Pont Mestres, fundan y contribuyen a su posterior desarrollo, la Comisión Nacional de Asuntos Profesionales que luego se convertiría en la Asociación Nacional  de Asesores Fiscales de España. Llegando a ser Delegado Presidente de la zona de Cataluña del Instituto de Censores Jurados de Cuentas de España  y de la Asociación de Asesores Fiscales.
Fue impulsor del colegio profesional de Titulados Mercantiles, manteniendo siempre vínculos en las actividades de defensa de los intereses de los colegiados, ante la ofensiva del colegio de economistas que se atribuían los privilegios del asesoramiento de empresas y lo mismo hizo como censor ante el acoso de los auditores venidos del extranjero con las grandes firmas de auditoría multinacionales que se fueron instalando en España en los años 70.[cita requerida]
Polémico en sus conferencias y en sus libros al tratar temas censurados por el franquismo. Escribe artículos en revistas especializadas. Fue ponente y moderador en múltiples ocasiones en los Congresos de Censores.[cita requerida] La ponencia de 1972 "Valoración de Fondos de Comercio", sirvió de  referencia obligatoria en todos los estudios posteriores de valoración de empresas en España.[cita requerida]

## Docencia
Su vocación por la docencia le llevó a impartir clases de fiscalidad en la Escuela de Administración de Empresas, y se incorpora en 1970 como Profesor Adjunto en la Escuela Universitaria de Estudios Empresariales de la Universidad de Barcelona, en la Cátedra de Hacienda Pública y Derecho Tributario. 
Allí impartirá las asignaturas de Hacienda Pública y Derecho Tributario, Régimen Fiscal de la Empresa y Legislación Fiscal.

## Fallecimiento y reconocimientos
Antonio Lancuentra falleció el 22 de marzo de 1975 a los 52 años.
Un año antes le habían concedido el premio Censor del Año junto al Dr. Goxens Duch. En mayo de 1975 le otorgaron el Premio a la Colaboración Asociativa de la Asociación Nacional de Asesores Fiscales. Y ya en 1976 le conceden la Medalla del Fomento del Trabajo Nacional.
En 1976 se crea en su memoria la Fundación Antonio Lancuentra, dentro del Departamento de Hacienda Pública y Derecho Tributario de la Universidad de Barcelona. La Fundación será promovida por Magín Pont Mestres, quien congrega a todos los Profesores y compañeros de profesión para desarrollar los Seminarios de investigación en Derecho Tributario Empresarial. La Fundación se dedica desde entonces al estudio científico del derecho tributario.
En marzo de 2008 y tras la muerte de Magín Pont Mestres se convierte en la "Fundación Pont y Lancuentra" inspirándose en los mismos vínculos con que fue creada por su fundador y con el propósito de que sirva para continuar la labor de ambos.

## Publicaciones
- Lancuentra, Antonio (1949). Prontuario de la Ley de Utilidades. Barcelona: Ed.Nuñez.
- Lancuentra, Antonio (1949). Prontuario de la Ley del Timbre del Estado. Barcelona: Ed.Nuñez.
- Lancuentra, Antonio (1959). Leyes Fiscales Españolas: para actualizar por fascículos quincenales en España (5 tomos). Barcelona: Gráficas Nuñez y Portabella.
- Lancuentra, Antonio (1958). Trabajo y Previsión: fascículos quincenales. Barcelona: Gráficas Alcaraz.
- Lancuentra, Antonio (1959). Reglamento de Porterías. Barcelona.
- Lancuentra, Antonio (1959). Trabajo y previsión (2 tomos). Barcelona: Consultemer.
- Lancuentra, Antonio; Estruch Constant, Ricardo  y Pont Mestres, Magín (1962). Ley de regularización de Balances. Barcelona: Ed. E.Empresología. OCLC 80776363.
- Lancuentra, Antonio; Pont Mestres, Magín (1962). Análisis y aplicación del arbitrio de Radicación. Barcelona: Ed. E.Empresología.
- Lancuentra, Antonio; Estruch Constant, Ricardo  y Pont Mestres, Magín (1963). Análisis de Regularización de Balances y los problemas de su aplicación a las empresas. Barcelona: Ed. E.Empresología.
- Lancuentra, Antonio; Pont Mestres, Magín (1964). El nuevo sistema tributario y su aplicación a las empresas. Barcelona: Ed. Ariel. OCLC 12656778.
- Lancuentra, Antonio; Pont Mestres, Magín (1965). Aplicación y contabilidad de la regularización de balances, previsión para inversiones, y amortizaciones aceleradas. Barcelona: Ed. Ariel. OCLC 13006440.
- Lancuentra, Antonio; Pont Mestres, Magín (1967). Incorporación al capital del saldo de la Cuenta de Regularización. Barcelona: Ed. E.Empresología.
- Lancuentra, Antonio; Pont Mestres, Magín (1968). Por qué y cómo constituir una Sociedad Anónima. Barcelona: Ed. Nauta. OCLC 27805239.
- Lancuentra, Antonio; Pont Mestres, Magín (1972). Ponencia Valoración de Fondos de Comercio. Congreso Nacional de Censores Jurados de Cuentas de España.